# Don't Look Up
Don't look up er en amerikansk satirisk science fiction-film fra 2021, som er skrevet og instrueret af Adam McKay. I filmen findes adskillige kendte skuespillere, heriblandt; Leonardo DiCaprio, Jennifer Lawrence, Meryl Streep, Cate Blanchett, Rob Morgan, Jonah Hill, Mark Rylance, Tyler Perry, Timothée Chalamet, Ron Perlman, Ariana Grande samt Scott Mescudi. 
Filmen omhandler historien om de to astronomers forsøg på at advare befolkningen om en kommende komet, som er så stor, at den vil udrydde alt menneskeliv på Jorden. Plottet er en fortolkning af de nuværende klimaforandringer verden står over for, og filmen er et satirisk indspark, der skal sætte fokus på de politiske, økonomiske og samfundsmæssige problemer der findes i forbindelse med  den nuværende klimaproblematik.
Filmen blev i 2019 offentliggjort, og senere begyndte produktionen af Hyperproject Industries og Bluegrass Films. Filmen blev solgt af Paramount Pictures til Netflix som har haft filmen på deres streamingtjeneste lige siden. 
Oprindeligt skulle optagelserne til filmen starte i april 2020, men grundet COVID-19, blev opstarten rykket til november 2020. 
Don't Look Up blev i et begrænset omfang udgivet d. 10. december 2021, før den blev offentlig på Netflix d. 24. december 2021. 
Filmen har modtaget forskellige anmeldelser. Flere forskere var dybt fascinerede af Adam McKays satiriske input, og filmen opnåede dog også en titel som en af de bedste film i 2021 af National Board of Review og American Film Institute. Den blev nomineret 4 gange til det 79. show af Golden Globe Awards, heriblandt 'bedste billede - musical eller comedy'. 
Don't Look Up har sat rekord som den mest sete film på Netflix på en uge, og er lige nu den næstmest sete film på hele streamingtjenesten. 

## Handling
Den ph.d.-studerende Kate Dibiaski (Jennifer Lawrence) er oprindeligt glad, da hun opdager en komet på flere kilometer. Glæden er dog kort, da hendes vejleder Randall Mindy (Leonardo DiCaprio) beregner, at kometen vil ramme Jorden om seks måneder og udslette menneskeheden. Da de efterfølgende advarer befolkningen, bliver de ikke taget seriøst.

## Skuespillere
- Jennifer Lawrence som Kate Dibiasky, ph.d.-studerende i astronomi fra Michigan State University (MSU)
- Leonardo DiCaprio som Dr. Randall Mindy, professor ved Michigan State University.
- Rob Morgan som Dr. Teddy Oglethorpe.
- Cate Blanchett som Brie Evantee, vært på talkshowet The Daily Rip
- Meryl Streep som Janie Orlean, USAs præsident
- Jonah Hill som Jason Orlean, Stabschef i Det Hvide Hus og Janie Orleans søn
- Mark Rylance som Sir Peter Isherwell, billionær og chef for en tech-virksomhed
- Tyler Perry som Jack Bremmer, vært på The Daily Rip.
- Timothée Chalamet som Yule, en butikstyv.
- Ron Perlman som oberst Benedict Drask
- Ariana Grande som Riley Bina, kent musiker og kæreste til DJ Chello.
- Scott Mescudi som DJ Chello, kent musiker, og kæreste til Riley.
- Himesh Patel som Phillip, Kates kæreste
- Melanie Lynskey som June Mindy, Randalls kone
- Tomer Sisley som Adul Grelio, redaktør for avisen The New York Herald
- Paul Guilfoyle som Generalløjtnant Stuart Themes fra US Air Force
- Robert Joy som Tenant, medlem af Kongressen